# 20 van Alphen
Die 20 van Alphen sind ein 20-Kilometer-Straßenlauf in Alphen aan den Rijn. Ursprünglich auf eine einmalige Austragung 1953 zurückgehend, findet das Rennen seit 1975 jährlich im März statt. Die Strecke ist ein flacher Rundkurs durch das Stadtzentrum.
Im Rahmen der Veranstaltung werden auch ein 10-Kilometer- und ein 5-Kilometer-Lauf sowie Schülerläufe angeboten. In allen Wettbewerben gingen 2009 insgesamt über 5400 Teilnehmer an den Start.

## Statistik

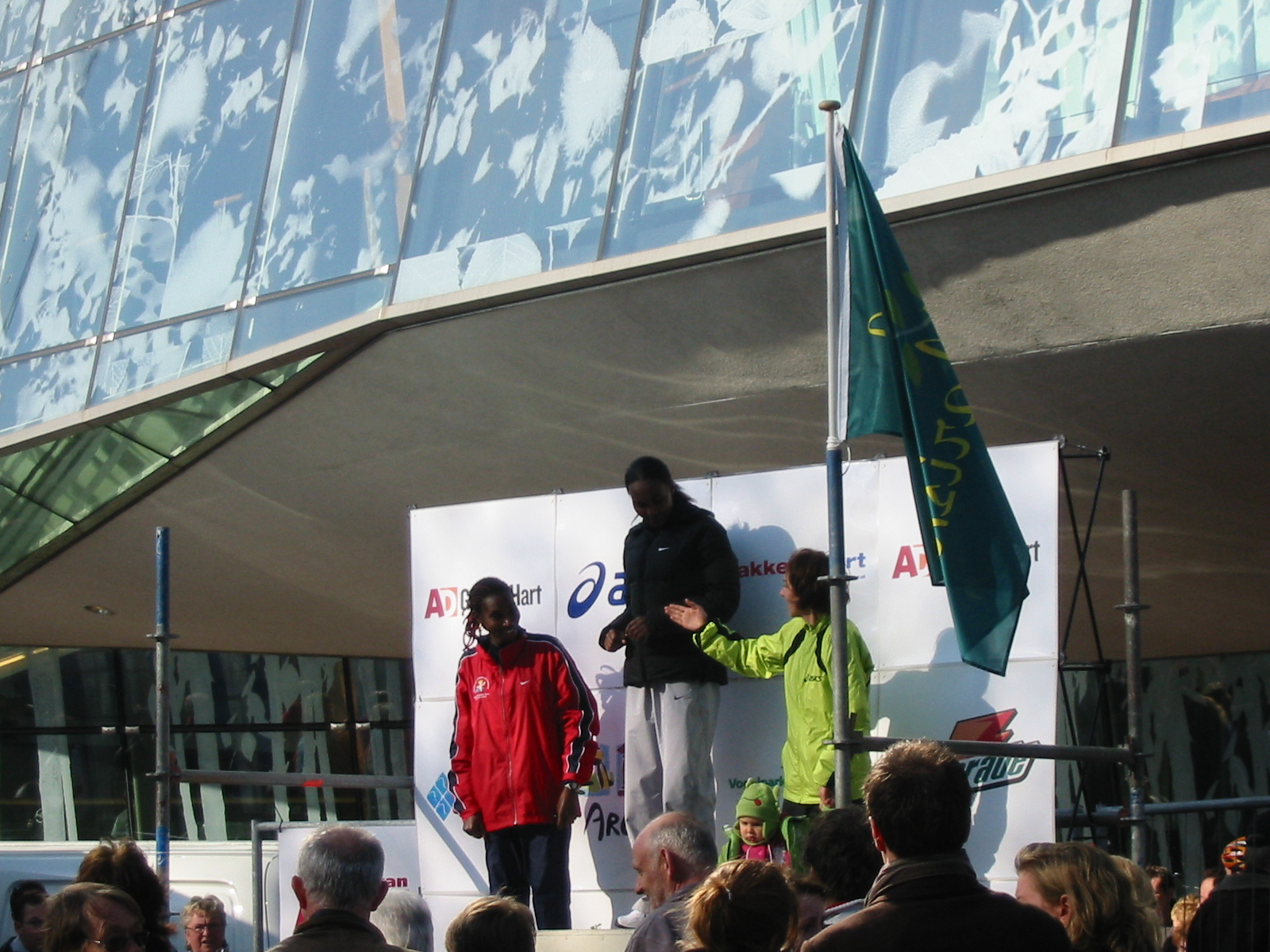
Siegerehrung der Frauen 2007 (v. l. Meriem Wangari, Robe Guta, Simona Staicu)

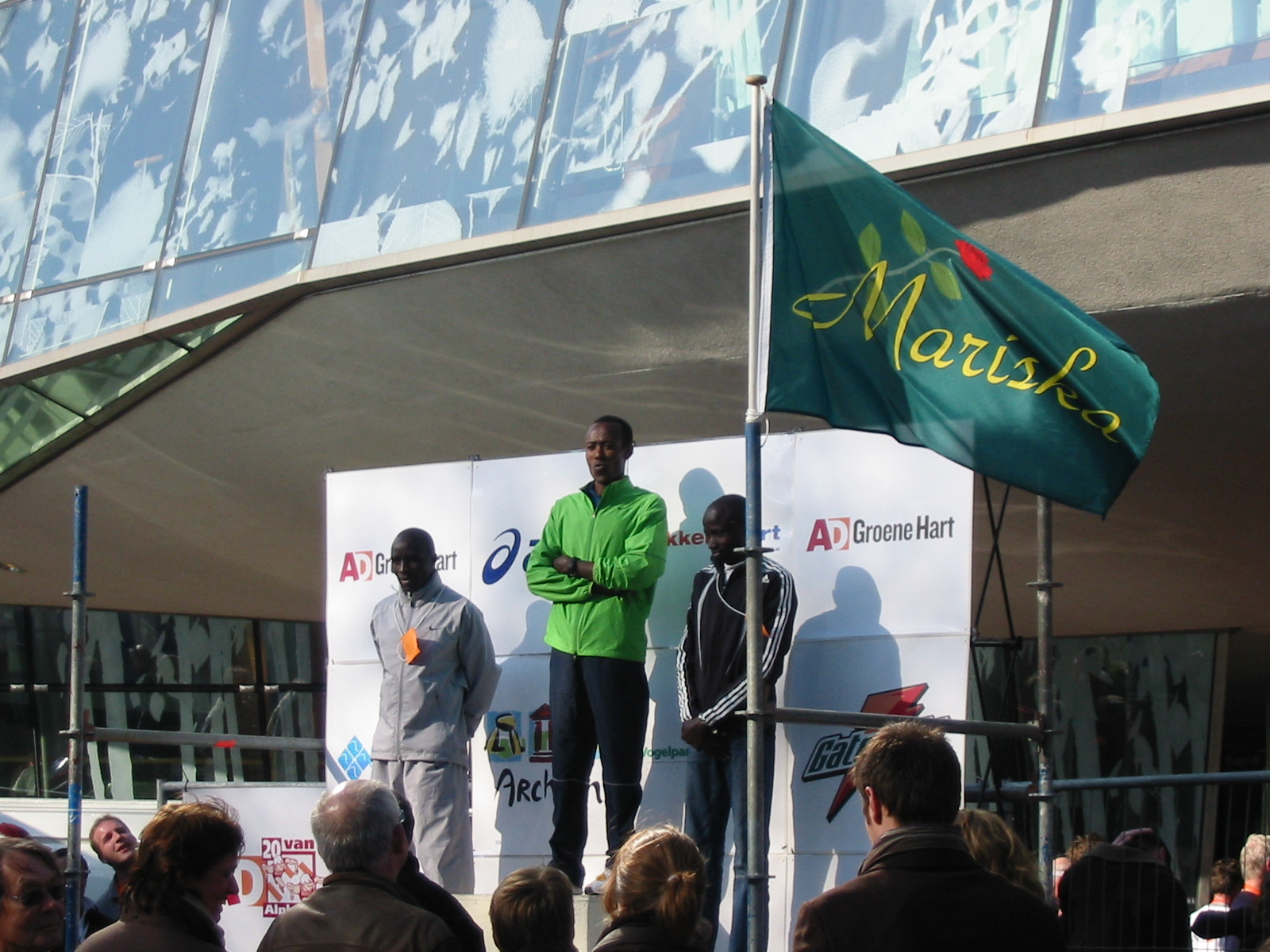
Siegerehrung der Männer 2007 (v. l. Evans Kiprop Cheruiyot, Eshetu Wendimu, James Yatich)

### Streckenrekorde
- Männer: 56:52 min, Eshetu Wendimu (ETH), 2007
- Frauen: 1:03:54 h, Lornah Kiplagat (NED), 2001
  - Frauen (15 km): 49:13 min, Lornah Kiplagat, 1998

### Siegerlisten

#### Seit 1999
Quellen: Website des Veranstalters, ARRS
| Datum         | Männer                 | Nation      | Zeit    | Frauen                   | Nation      | Zeit    |
| ------------- | ---------------------- | ----------- | ------- | ------------------------ | ----------- | ------- |
| 13. März 2022 |                        |             |         |                          |             |         |
| 1. März 2020  | David Nilsson          | Schweden    | 1:00:31 | Maureen Koster           | Niederlande | 1:07:53 |
| 24. März 2019 | Tiidrek Nurme          | Estland     | 1:00:57 | Hanne Verbruggen         | Belgien     | 1:10:42 |
| 4. März 2018  | Koen Naert -2-         | Belgien     | 1:01:41 | Eva Vrabcova             | Tschechien  | 1:09:32 |
| 5. März 2017  | Koen Naert             | Belgien     | 1:01:07 | Veerle Dejaeghere        | Belgien     | 1:13:22 |
| 6. März 2016  | Marius Ionescu -2-     | Rumänien    | 1:01:10 | Kim Dillen -2-           | Niederlande | 1:10:55 |
| 1. März 2015  | Marius Ionescu         | Rumänien    | 1:01:27 | Kim Dillen               | Niederlande | 1:10:39 |
| 2. März 2014  | Abdi Nageeye -2-       | Niederlande | 1:00:18 | Jamie van Lieshout       | Niederlande | 1:11:45 |
| 3. März 2013  | Abdi Nageeye           | Niederlande | 0 58:50 | Ruth van der Meijden -2- | Niederlande | 1:10:09 |
| 4. März 2012  | Michael Mutai          | Kenia       | 0 59:30 | Ruth van der Meijden     | Niederlande | 1:11:16 |
| 6. März 2011  | Bernard Chepkok -2-    | Kenia       | 0 59:26 | Shitaye Bedaso           | Äthiopien   | 1:07:37 |
| 7. März 2010  | Bernard Chepkok        | Kenia       | 0 58:18 | Pauline Wangui Ngigi -2- | Kenia       | 1:06:21 |
| 8. März 2009  | Wilson Kwambai Chebet  | Kenia       | 0 57:52 | Pauline Wangui Ngigi     | Kenia       | 1:06:39 |
| 9. März 2008  | Dennis Musembi Ndiso   | Kenia       | 0 57:15 | Ayelech Worku            | Äthiopien   | 1:09:02 |
| 11. März 2007 | Eshetu Wendimu         | Äthiopien   | 0 56:52 | Robe Guta                | Äthiopien   | 1:07:46 |
| 12. März 2006 | Salim Kipsang          | Kenia       | 0 58:17 | Mihaela Botezan          | Rumänien    | 1:08:02 |
| 6. März 2005  | Felix Limo             | Kenia       | 0 58:34 | Kirsten Melkevik Otterbu | Norwegen    | 1:09:05 |
| 7. März 2004  | Salah Hissou           | Marokko     | 0 57:54 | Simona Staicu            | Ungarn      | 1:07:51 |
| 9. März 2003  | Shadrack Hoff          | Südafrika   | 0 58:33 | Joyce Chepchumba -5-     | Kenia       | 1:06:58 |
| 10. März 2002 | Wilson Kipkemboi Kigen | Kenia       | 0 58:47 | Shitaye Gemechu          | Äthiopien   | 1:06:55 |
| 11. März 2001 | Richard Kiprono        | Kenia       | 0 58:15 | Lornah Kiplagat -2-      | Kenia       | 1:03:54 |
| 12. März 2000 | Hendrick Ramaala       | Südafrika   | 0 57:58 | Joyce Chepchumba -4-     | Kenia       | 1:05:16 |
| 13. März 1999 | Greg van Hest          | Niederlande | 0 58:04 | Joyce Chepchumba -3-     | Kenia       | 1:06:40 |

#### 1977–1998
Anmerkungen: Frauen liefen bis 1998 nur eine Strecke von 15 Kilometern. In den Jahren 1982 bis 1989 waren die Strecken möglicherweise zu kurz. Quelle: ARRS
| Datum         | Männer             | Nation                 | Zeit    | Frauen                  | Nation                 | Zeit    |
| ------------- | ------------------ | ---------------------- | ------- | ----------------------- | ---------------------- | ------- |
| 14. März 1998 | Clement Kiprotich  | Kenia                  | 0 58:42 | Lornah Kiplagat         | Kenia                  | 0 49:13 |
| 8. März 1997  | Marco Gielen -2-   | Niederlande            | 0 58:56 | Joyce Chepchumba -2-    | Kenia                  | 0 49:20 |
| 6. März 1996  | Paul Evans -2-     | Vereinigtes Königreich | 0 58:47 | Joyce Chepchumba        | Kenia                  | 0 50:09 |
| 11. März 1995 | Marco Gielen       | Niederlande            | 0 58:52 | Katrin Weßel -2-        | Deutschland            | 0 49:47 |
| 13. März 1994 | Stephan Freigang   | Deutschland            | 0 59:00 | Christine Toonstra      | Niederlande            | 0 51:06 |
| 13. März 1993 | Paul Evans         | Vereinigtes Königreich | 0 59:30 | Kathrin Weßel           | Deutschland            | 0 51:02 |
| 7. März 1992  | Nada Saktay        | Tansania               | 0 58:47 | Heléna Barócsi          | Ungarn                 | 0 50:55 |
| 3. März 1991  | Carsten Eich       | Deutschland            | 0 59:40 | Katrin Dörre-Heinig     | Deutschland            | 0 49:53 |
| 10. März 1990 | Marti ten Kate -4- | Niederlande            | 1:00:10 | Carla Beurskens -5-     | Niederlande            | 0 51:42 |
| 11. März 1989 | Marti ten Kate -3- | Niederlande            | 0 57:29 | Alison Gooderham -2-    | Vereinigtes Königreich | 0 51:01 |
| 12. März 1988 | John Vermeule      | Niederlande            | 0 58:34 | Alison Gooderham        | Vereinigtes Königreich | 0 51:20 |
| 14. März 1987 | Marti ten Kate -2- | Niederlande            | 0 57:57 | Carla Beurskens -4-     | Niederlande            | 0 49:59 |
| 8. März 1986  | Cor Lambregts -2-  | Niederlande            | 0 58:23 | Carla Beurskens -3-     | Niederlande            | 0 48:59 |
| 9. März 1985  | Mike Bishop        | Vereinigtes Königreich | 0 58:27 | Carla Beurskens -2-     | Niederlande            | 0 49:09 |
| 10. März 1984 | Marti ten Kate     | Niederlande            | 0 59:48 | Carla Beurskens         | Niederlande            | 0 50:01 |
| 12. März 1983 | Cor Lambregts      | Niederlande            | 0 57:40 | Magda Ilands            | Belgien                | 0 53:21 |
| 13. März 1982 | Cor Vriend         | Niederlande            | 1:00:35 | Annie van Stiphout      | Niederlande            | 0 53:48 |
| 7. März 1981  | Gerard Mentink     | Niederlande            | 1:02:49 | Marja Wokke -2-         | Niederlande            | 0 53:11 |
| 8. März 1980  | Gerard Nijboer     | Niederlande            | 1:01:02 | Marja Wokke             | Niederlande            | 0 51:53 |
| 10. März 1979 | Roger Michielsen   | Belgien                | 1:02:38 | Trijnie Smeenge         | Niederlande            | 1:02:16 |
| 11. März 1978 | Roelof Veld -2-    | Niederlande            | 1:02:18 | Corrie van der Meer -2- | Niederlande            | 1:00:13 |
| 12. März 1977 | Roelof Veld        | Niederlande            | 1:03:09 | Corrie van der Meer     | Niederlande            | 1:01:05 |